# Langdysse Højby Stenbakken
Der Langdysse Højby Stenbakken (auch Brynshøjdyssen genannt) liegt am Brynshøjvej im Südosten von Højby bei Holbæk in der Odsherred Kommune auf der dänischen Insel Seeland. Der Dolmen stammt aus der Jungsteinzeit etwa 3500–2800 v. Chr. und ist eine Megalithanlage der Trichterbecherkultur (TBK).
An der freistehenden, Nordost-Südwest orientierten Kammer von 1,75 × 0,8 m, ohne Deckstein fehlt ein Stein der südöstlichen Langseite. Die nordwestliche Langseite besteht aus zwei Tragsteinen. Um die Kammer und in einem Teil des Feldes finden sich Reste des Hügels.
In der Nähe liegen der Runddysse von Højby und der Langdysse von Toftebjerg.